# Mitteldeutscher Baseball- und Softballverband
Der Mitteldeutsche Baseball- und Softballverband (MBSV) ist der für Sachsen, Sachsen-Anhalt und Thüringen zuständige Landesverband des Deutschen Baseball und Softball Verbandes (DBV). In ihm sind 9 Baseball- und Softballvereine organisiert. Gegründet wurde der MBSV 1996, Vereinssitz ist Erfurt. 1996 startete auch die Verbandsliga mit 6 Mannschaften.

## Spielbetrieb
Der MBSV ist für die Organisation des Spielbetriebs unterhalb der drei DBV-Ligen zuständig. Die Baseball-Verbandsliga ist seit 2019 eine gemeinsame Verbandsliga mit dem Baseball- und Softballverband Berlin/Brandenburg (BSVBB).
Ligastruktur:
- BSVBB-Verbandsliga Baseball
- Mitteldeutsche Liga Baseball (MDLB)
- Mitteldeutsche Liga Softball (MDLS)

Ehemalige Wettbewerbe:
- Landesliga
- Verbandspokal (nur 2013)

## Vereine
mit Kürzel und Gründungsjahr
- Braunsbedra Coalminers (BBC; 1993)[3]
- Cyndicates Chemnitz (CHE; 2015)[4]
- Dresden Dukes/Dragons (DDU; 1998;[5] auch BSVBB-Verbandsliga Baseball)
- Erfurt Angels (EFA; 1997 als Dark Angels, 1997 neben den Latinos aus den Diabolos (gegr. 1992) hervorgegangen)
- Erfurt Latinos (EFL;  1997 neben den Dark Angels aus den Diabolos (gegr. 1992) hervorgegangen)
- Jena Kernberg Giants (JEN; 2008)
- Leipzig Wallbreakers (LWA; 1992;[6] auch 2. Baseball-Bundesliga)
- Magdeburg Poor Pigs (MPP; 1994;[7] auch BSVBB-Verbandsliga Baseball)
- Naumburg Panthers (NAU; 2009)

Ehemalige Vereine:
- Boxberg Barbaren
- Hoyerswerda Oaks
- Dresden Dragons
- Leipzig Strikers
- Bielen Rebels
- Gera Lions
- Los Atlas Magdeburg
- Cottbus Graduates
- Zwickau Runaways

Die Gründungsmitglieder 1996 waren die Gera Lions, Leipzig Wallbreakers, Dresden Dragons, Magdeburg Poor Pigs, Braunsbedra Coalminers und die Erfurt Dark Angels. Initiator dieser Gründung war der Vorsitzende des SV INTEGRA Gera e.V. auf dessen Sportgelände, in Gera Thieschitz, die Gera Lions ihre Trainingsstätte hatten.

## Mitteldeutsche Meister
1996 und 1997 wurden keine Play-off-Spiele ausgetragen, Meister war die beste Mannschaft der regulären Saison.
| Jahr | Meister              | Zweiter              |
| ---- | -------------------- | -------------------- |
| 1996 | Leipzig Wallbreakers | Zwickau Runaways     |
| 1997 | Zwickau Runaways     | Leipzig Wallbreakers |

Von 1998 bis 2015 wurde die Meisterschaft in einem Finalspiel entschieden.
| Jahr | Meister                | Zweiter                | Ergebnis |
| ---- | ---------------------- | ---------------------- | -------- |
| 1998 | Braunsbedra Coalminers | Leipzig Wallbreakers   | 11–8     |
| 1999 | Erfurt Dark Angels     | Braunsbedra Coalminers | 9–8 (8)1 |
| 2000 | Erfurt Dark Angels     | Gera Lions             | 5–1      |
| 2001 | Leipzig Wallbreakers   | Los Atlas Magdeburg    | 13–8     |
| 2002 | Erfurt Latinos         | Los Atlas Magdeburg    | 7–3      |
| 2003 | Erfurt Latinos         | Dresden Dukes          | 17–2     |
| 2004 | Dresden Dukes          | Erfurt Dark Angels     | 22–17    |
| 2005 | Erfurt Latinos         | Dresden Dukes          | 8–5      |
| 2006 | Erfurt Latinos         | Dresden Dukes          | 15–5 (7) |
| 2007 | Dresden Dukes          | Erfurt Latinos         | 8–6 (10) |
| 2008 | Erfurt Latinos         | Los Atlas Magdeburg    | 7–5      |
| 2009 | Dresden Dukes          | Leipzig Wallbreakers   | 16–9     |
| 2010 | Dresden Dukes          | Erfurt Latinos         | 14–6     |
| 2011 | Leipzig Wallbreakers   | Erfurt Latinos         | 17–9     |
| 2012 | Leipzig Wallbreakers   | Erfurt Latinos         | 10–9     |
| 2013 | Erfurt Latinos         | Magdeburg Poor Pigs    | 6–5      |
| 2014 | Leipzig Wallbreakers   | Magdeburg Poor Pigs    | 19–9 (7) |
| 2015 | Magdeburg Poor Pigs    | Dresden Dukes          | 16–6 (7) |

1: Spiel war auf 7 Innings angesetzt
Seit 2016 wird die Meisterschaft in einer Best-of-3-Serie entschieden.
| Jahr | Meister             | Zweiter        | Serie |
| ---- | ------------------- | -------------- | ----- |
| 2016 | Dresden Dukes       | Erfurt Latinos | 2–0   |
| 2017 | Magdeburg Poor Pigs | Dresden Dukes  | 2–0   |
| 2018 | Erfurt Latinos      | Dresden Dukes  | 2–1   |

Nach dem Zusammenschluss der Verbandsligen Mitteldeutschland und Berlin-Brandenburg hat die Mitteldeutsche Liga ab 2019 den Status einer Landesliga. Das Finale wird weiterhin im Best-of-3-Modus ausgespielt.
| Jahr | Meister                        | Zweiter                        | Serie                          |
| ---- | ------------------------------ | ------------------------------ | ------------------------------ |
| 2019 | Leipzig Wallbreakers II        | Cyndicates Chemnitz            | 2–0                            |
| 2020 | keine Saison aufgrund Covid-19 | keine Saison aufgrund Covid-19 | keine Saison aufgrund Covid-19 |